# Hugo Dihm (Offizier)
Paul Alexander Hugo Dihm (* 10. Oktober 1841 in Sankt Petersburg; † 12. August 1899 in Köln) war ein preußischer Offizier und Bürgermeister.

## Leben
Hugo Dihm wurde als Sohn des Oberlehrers und Doktors der Philosophie Julius Robert Dihm und dessen Ehefrau Adelheid Amalie Hielcher geboren. Später verzog die Familie wieder in den Geburtsort der Mutter nach Breslau, wo der Vater auch starb.
Hugo Dihm stieg in die Offizierslaufbahn ein und heiratete 1866 als Seconde-Lieutenant Rosalie von Fuchs in Magdeburg. Dort kam auch eine Tochter zur Welt. Weitere Kinder wurden in Kassel, Mainz und Neu-Ulm geboren. Möglicherweise lebte die Familie auch eine Zeit lang in Graudenz, wo ein Kind der Eheleute begraben wurde. Die Zuordnung des Kindes zu den Eltern ist hier aber nicht gesichert. Er war Angehöriger der 1. Ingenieurs-Inspektion und wurde als solcher im Range eines Premierleutnants 1871 als Lehrer an die Kriegsschule in Kassel versetzt. Dort unterrichtete er u. a. Alexander von Battenberg. In dieser Funktion wurde er am 22. Februar 1875 zum Hauptmann befördert. Zum 21. Dezember 1875 erfolgte seine Versetzung als Kompaniechef in das Pionier-Bataillon Nr. 11 der 3. Ingenieur-Inspektion. Am 16. Dezember 1879 wurde er von dieser Aufgabe entbunden. Welche Aufgabe unmittelbar folgte, ist bislang unklar, aber drei Jahre später wurde er von der 3. zur 2. Ingenieur-Inspektion versetzt. Wenig später erfolgte vermutlich seine Entlassung aus dem Militär.
Nach seiner Dienstzeit wurde er als Bürgermeister verschiedener Gemeinden eingesetzt. Wahrscheinlich war er zunächst ab 1885 in Tholey tätig. Später wechselte er 1887 als Bürgermeister nach Gerolstein. Möglicherweise war der Wechsel auf ein Zerwürfnis mit der Tholeyschen Bevölkerung zurückzuführen. Am 24. Juli 1888 wurde Hugo Dihm zum Major befördert und offiziell aus dem aktiven Dienst entlassen. Als Bürgermeister von Gerolstein war er auch im Vorstand des Vereins „derjenigen Bürgermeister des Rheinlands, welche nicht dem rheinischen Städtebund angehören“ und vertrat dort den Regierungsbezirk Trier. Ebenfalls war er Vorsitzender der Ortsgruppe Gerolstein des Eifelvereins und des Gerolsteiner Kriegervereins. Am 17. November 1891 wurde Hugo Dihm zum Bürgermeister der Gemeinde Voerde ernannt, wo er bis Ende 1894 im Amt war.
Anschließend zog er nach Düsseldorf und war für die „Lüpssche Verwaltung“, die Verwaltung der Güter des Eduard Lüps, tätig. Nach kurzer Zeit in Düsseldorf lebte Hugo Dihm in Köln und arbeitete dort als Versicherungskaufmann bei der „Lebensversicherungs-Gesellschaft zu Leipzig“. In Köln starb er am 12. August 1899. Er hinterließ neben seiner Witwe noch eine Tochter und zwei Söhne.

## Familie
Mit seiner Ehefrau hatte er mehrere Kinder, von denen eine Tochter und zwei Söhne das Erwachsenenalter erreichten.
- Adelheid Gottliebe Rosa Olga Dihm (1867–1923), ⚭ 1892 Friedrich Ludolf Adolf Heine (1858–1919), Apotheker
- Karl Hugo Max Dihm (1876–1942), Major, ⚭ 1902 Elisabeth Anna Klara Siegfriede Gruner (1882–?)
- Robert Karl Albert Dihm (1879–?), Leutnant

## Auszeichnungen (Auswahl)
- Eisernes Kreuz (1870)[18]
- Roter Adlerorden 4. Klasse[19]